# Zastava Slovenije
Državna zastava Slovenije sastoji se od tri jednako široke vodoravne pruge bijele, plave, i crvene boje. Slovenski grb na zastavi se nalazi pri vrhu na lijevoj strani. Na grbu je bijeli Triglav, najviša planina u Sloveniji, na plavoj pozadini; pod njim su dvije valovite plave linije koje označavaju Jadransko more i lokalne rijeke. Iznad planine su tri šestokrake zvijezde.
Službeno je usvojena 27. lipnja 1991.

## Povijesne zastave
Boje zastave su pan-slavenske, ali su se upotrebljavale i ranije na bivšim zastavama i podrazumijevaju se kao narodne boje Slovenije. Prvi put su korištene na zastavi iz 1848. godine za vrijeme rasta slavenskog nacionalizma.
Za vrijeme Jugoslavije, slovenska zastava je nastavila simbolizirati Sloveniju. 1945. godine, u sredinu zastave stavljena je crvena zvijezda, koja je onda bila simbol Socijalističke Republike Slovenije. Nakon osamostaljenja Slovenije od Jugoslavije, zvijezda je zamijenjena novim grbom. Nova zastava je prihvaćena 27. lipnja 1991.
- Zastava Slovenskog naroda, u upotrebi za vrijeme Revolucije 1848.
- Zastava Slovenskog domobranstva
(1943. – 1945.)
- Zastava Slovenskih Partizana, (1941. – 1945.), omjer: 1:2
- Zastava Oslobodilačke fronte slovenskog naroda, koju su koristili slovenski partizani
- Zastava SR Slovenije, (1945. – 1991.)
omjer: 1:2
- Prijedlog nove zastave iz 1990. godine
- Pomorska zastava (1995. – 1996.)

## Promjena zastave
U 2003. godini, započele su kampanje za promjenu slovenske zastave. Jedan razlog je da se razlikuje od zastave Ruske Federacije i Slovačke
|  |  |  |  |  |

## Dizajn

### Boje
| Model boja | Bijela      | Plava    | Crvena  | Žuta (u grbu) |
| ---------- | ----------- | -------- | ------- | ------------- |
| RGB        | 255-255-255 | 0-92-230 | 255-0-0 | 255-230-0     |
| HTML       | #FFFFFF     | #005CE6  | #FF0000 | #FFE600       |

## Vanjske poveznice
- "Uradni list RS", stranice 5-6